# Monodelphis kunsi
A cuíca-de-rabo-curto-pigméia (vernáculo artificial derivado das línguas espanhola e inglesa) (Monodelphis kunsi) é uma espécie de marsupial da família dos didelfiídeos (Didelphidae) da América do Sul. Pode ser achada na Bolívia, Argentina, Paraguai e Brasil. Embora seja um marsupial, não possui a bolsa característica que costuma estar associada a essa ordem (marsúpio). É considerada uma espécie menor dentro da família dos didelfiídeos. Os jovens são chamados de 'joeys'. As fêmeas são chamadas de 'Jill' e os machos de 'jack'. Acreditava-se que ela estava em perigo em 2001, mas desde então foi classificada como pouco preocupante União Internacional para a Conservação da Natureza.

## Morfologia
O Monodelphis kunsi  é uma gambá relativamente pequeno, com cabelo curto e castanho claro em seu lado dorsal. O lado ventral é de uma cor mais clara, com manchas de pelo de marfim claras misturadas por toda parte. Além do pelo, as vibrissas podem ser encontradas em três locais no rosto, incluindo o nariz, acima dos olhos e perto das orelhas e sob o queixo. M. kunsi não tem uma crista sagital média; no entanto, há uma glândula da garganta presente. Comparado a outros gambás, o rostro de é menos protuberante do que alguns outros gambás, mas ainda é reconhecível como parte dos gêneros Monodelphis e Didelphis. Tem uma massa corporal aproximada de 19 gramas, com um comprimento corporal variando de 71–94 milímetros e uma cauda relativamente curta de 41–42 milímetros. A cauda é, pelo menos em algum grau, preênsil e coberta por pelos muito pequenos; não tem pelos na ponta, o que é visto em muitos membros do gênero Monodelphis. Acredita-se que também seja usado para fins táteis.

## Distribuição e habitat
O Monodelphis kunsi é um marsupial terrestre que habita uma ampla variedade de habitats na América do Sul. Foi documentado nas partes sul e leste da Bolívia, leste do Paraguai, oeste, centro e sudeste do Brasil e nas partes norte da Argentina. Pensa-se que, devido à distribuição ampla e fragmentada das espécies, os espécimes documentados como M. kunsi podem na verdade ser um complexo de espécies. Um estudo realizado por Caceres et al. do ano de 2000 a 2008 documentou M. kunsi em todas as altitudes de duas localidades designadas nas montanhas de Urucum, no oeste do Brasil. O estudo monitorou altitudes que variam de 150 metros a mais de 1 000 metros. Os resultados sugeriram que, embora tenha sido encontrado em todas as altitudes, é um especialista em pastagens naquela região. Também é encontrada no departamento de Rio Lipeo, em Tarija, na Bolívia, que está entre 200 e 640 metros de altitude. São geralmente encontrados em florestas arbustivas de 6–12 metros de altura no Paraguai. É encontrada numa variedade de habitats que vão desde áreas florestadas ou arborizadas, a savanas secas do Cerrado e até mesmo a floresta tropical amazônica.

## Ecologia e comportamento
Monodelphis kunsi ainda é uma espécie relativamente desconhecida, com poucas publicações sobre seu comportamento e ecologia. É considerada insetívora devido à dentição oclusal, formato geral e tamanho do crânio. Não tem caninos aumentados, e seus incisivos posteriores são maiores que o primeiro par superior de incisivos. Quando se trata de presa, um estudo documentou como uma escolha menor de presa pelo lobo-guará (Chrysocyon brachyurus), o Tyto alba e a coruja-buraqueira (Atena cunicularia) em uma reserva de savana localizada no sudeste do Brasil. Pouco se sabe sobre os comportamentos reprodutivos do Monodelphis kunsi; entretanto, outras espécies de Monodelphis são conhecidas como criadoras semelpáreos, então é possível que esta espécie também o seja.